# Semon Knudsen
Semon Emil „Bunkie“ Knudsen (* 2. Oktober 1912 in Buffalo, New York; † 6. Juli 1998 in Bloomfield Hills, Michigan) war ein amerikanischer Ingenieur und Manager in der Automobilindustrie. Er gilt als Retter der Marke Pontiac und hat darüber hinaus bis in die Gegenwart durch die nach ihm benannte Knudsen-Nase im Oldtimerbereich einen hohen Bekanntheitsgrad. In Deutschland wird eine Generation des Ford Taunus nach ihm als „Knudsen-Taunus“ bezeichnet.

## Persönliches
Semon Knudsen hatte dänische Vorfahren. Sein in Kopenhagen geborener Vater William „Big Bill“ Knudsen wanderte 1900 in die USA ein, wo er bei Ford und General Motors zu einem erfolgreichen Manager in der Automobilindustrie wurde. Von 1937 bis 1940 war William Knudsen Präsident von General Motors. Semon Knudsen war „Big Bills“ einziger Sohn. Beide hatten ein sehr enges Verhältnis. Der Vater gab ihm den Spitznamen „Bunkie“, der eine Verkürzung von bunk-mate („enger Freund“) war. In späteren Jahren wurde der Spitzname allerdings auch abfällig im Sinne von Nonsense („Unsinn“) verwendet.
Semon Knudsen wuchs in Detroit auf. Nach dem Besuch mehrerer privater Schulen und eines örtlichen Colleges absolvierte er bis 1936 eine technische Ausbildung am Massachusetts Institute of Technology (MIT). Schon als Kind war er von Automobilen begeistert. Einer weit verbreiteten Legende zufolge bat er im Alter von 14 Jahren seinen Vater um ein Auto. Der Vater überließ dem Sohn sämtliche Einzelteile für einen fabrikneuen Chevrolet des Modelljahrs 1927 und gab ihm die Aufgabe, das Auto zusammenzubauen, was dem Jungen angeblich gelang.
Knudsen war 58 Jahre lang verheiratet. Mit seiner Ehefrau hatte er drei Töchter und einen Sohn.

## Berufliche Entwicklung

### General Motors
1939 wurde Knudsen von General Motors eingestellt. Hier arbeitete er zunächst für die Konzernmarken Pontiac und Detroit Diesel und nahm übergeordnete Aufgaben in der Konzernzentrale wahr. In den folgenden 15 Jahren arbeitete er einer Quelle zufolge in insgesamt 106 verschiedenen GM-Organisationen. 1956 stieg Knudsen zum Vizepräsidenten und General Manager der Marke Pontiac auf, die zu dieser Zeit unter erheblichen Absatzschwierigkeiten litt. In den ersten Jahren holte er eine Reihe von jungen Managern wie Elliot „Pete“ Estes und John DeLorean zu Pontiac. Unter Knudsens Leitung entwickelte die Marke ein betont sportliches Image, das durch Engagements in der NASCAR-Serie unterstrichen wurde. Eine seiner Entscheidungen war die Einführung des Pontiac Grand Prix als Pendant zum Ford Thunderbird. In kurzer Zeit konnte sich die Marke stabilisieren und die Marktposition ausbauen. Knudsen, dessen Entscheidungen zu dieser Entwicklung beitrugen, wurde gemeinhin als Retter Pontiacs angesehen. Im November 1961 wurde Knudsen zum General Manager der GM-Marke Chevrolet ernannt. Wie schon bei Pontiac forcierte Knudsen auch hier die Entwicklung sportlicher Modelle. 1965 wurde Knudsen Vizepräsident von General Motors und erhielt unter anderem die Verantwortungsbereiche Kanada und Übersee. Als weiteren Karriereschritt erwartete er die Ernennung zum Präsidenten von General Motors. Ende 1967 ging dieser Posten allerdings an Knudsens Konkurrenten Ed Cole. Knudsen verließ daraufhin General Motors nach nahezu 30-jähriger Unternehmenszugehörigkeit.

### Ford
Im Februar 1968 wechselte Knudsen zum GM-Konkurrenten Ford. Er löste dort Arjay Miller als Präsident ab. Dieser Schritt löste „einen Schock in der Automobilwelt“ aus, weil der Wechsel eines hochrangigen Managers zu einem Konkurrenten nach damaligen Verhältnissen ausgesprochen unüblich war. Bei Ford stand Knudsen in hausinterner Konkurrenz zu Lee Iacocca, der seinerseits Ambitionen auf die Position gehabt hatte, die Henry Ford II im Februar 1968 an Knudsen gab. Knudsen brachte keinen seiner bisherigen Mitarbeiter von GM mit. Das erschwerte seine Position bei Ford, weil er weitgehend isoliert war; anderseits lasteten es ihm Kritiker als Versagen an, dass es ihm nicht gelungen war, weitere Top-Manager von GM abzuwerben. Knudsens Tätigkeit bei Ford endete im September 1969 nach nur 19 Monaten. Er wurde von Henry Ford II entlassen.

### White
1971 wurde Knudsen Präsident der White Motor Company in Cleveland, Ohio. Diese Funktion übte er bis zu seiner Pensionierung 1980 aus. Unter Knudsens Leitung entwickelte sich der anfänglich stark angeschlagene Lastwagenhersteller zu einem profitablen Unternehmen, das ein Jahr nach Knudsens Ausscheiden von Volvo übernommen wurde.

## Die Knudsen-Nase

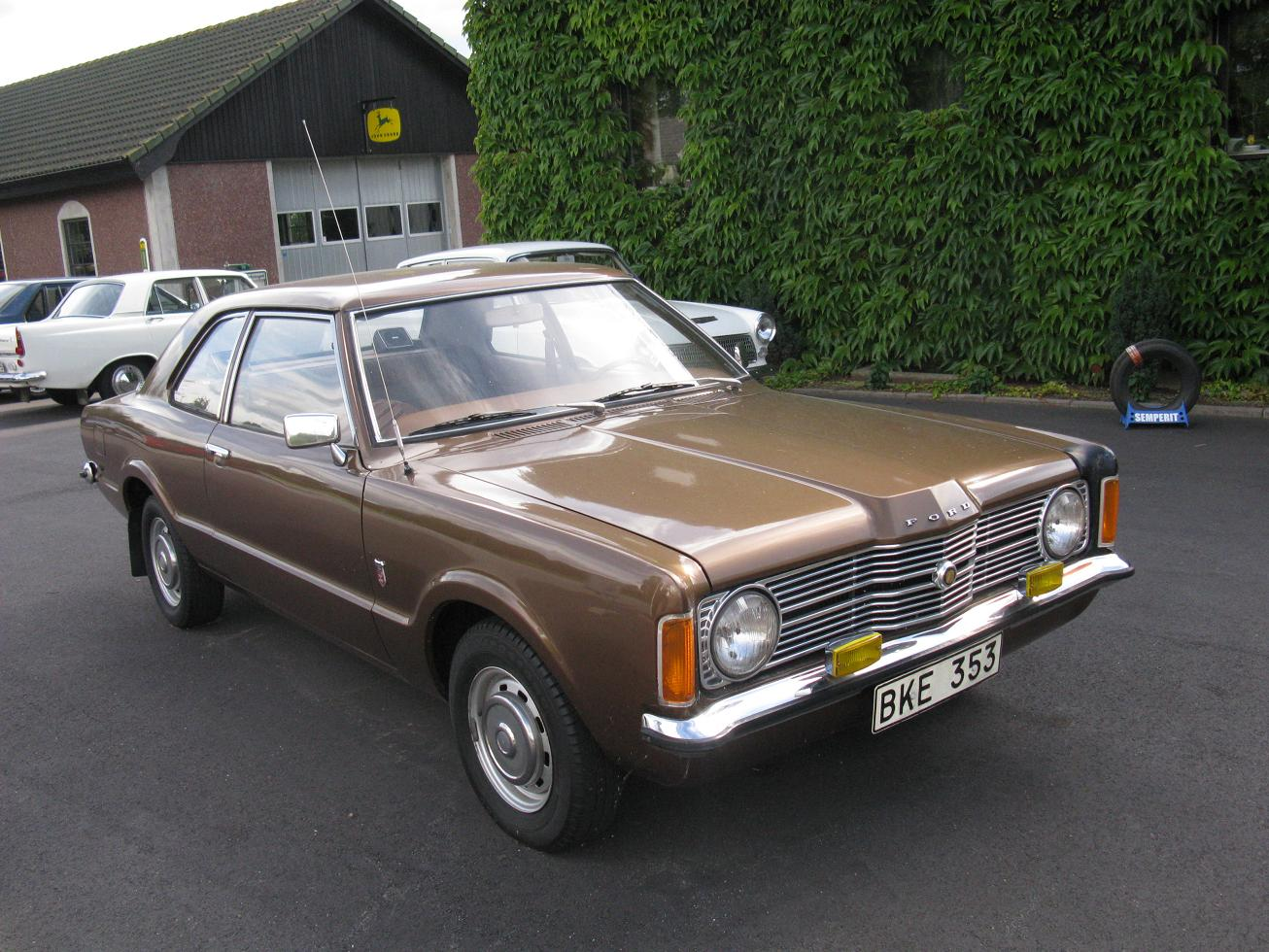
„Knudsen-Taunus“ mit Knudsen-Nase

Obwohl Knudsen kein gelernter Designer war, nahm er wiederholt Einfluss auf die Gestaltung von Personenwagen. Auf seine Initiative ging unter anderem die Teilung des Kühlergrills mittels einer senkrechten Strebe zurück, die seit den späten 1950er-Jahren ein charakteristisches Merkmal aller Pontiacs war.  Knudsen-Nasen gab es vor allem bei US-amerikanischen Autos und hier insbesondere bei Ford-Modellen der Jahrgänge 1969 bis 1975. Das bekannteste in Deutschland hergestellte Auto mit Knudsen-Nase ist der 1970 vorgestellte Ford Taunus TC, dessen Frontdesign auf eine direkte Einflussnahme Semon Knudsens zurückgeht. Schon die zeitgenössische deutschsprachige Literatur verwendete im Zusammenhang mit diesem Fahrzeug den Begriff Knudsen-Nase. Heute ist der Begriff so etabliert, dass der Taunus TC landläufig als Knudsen-Taunus bezeichnet wird.